# 분재

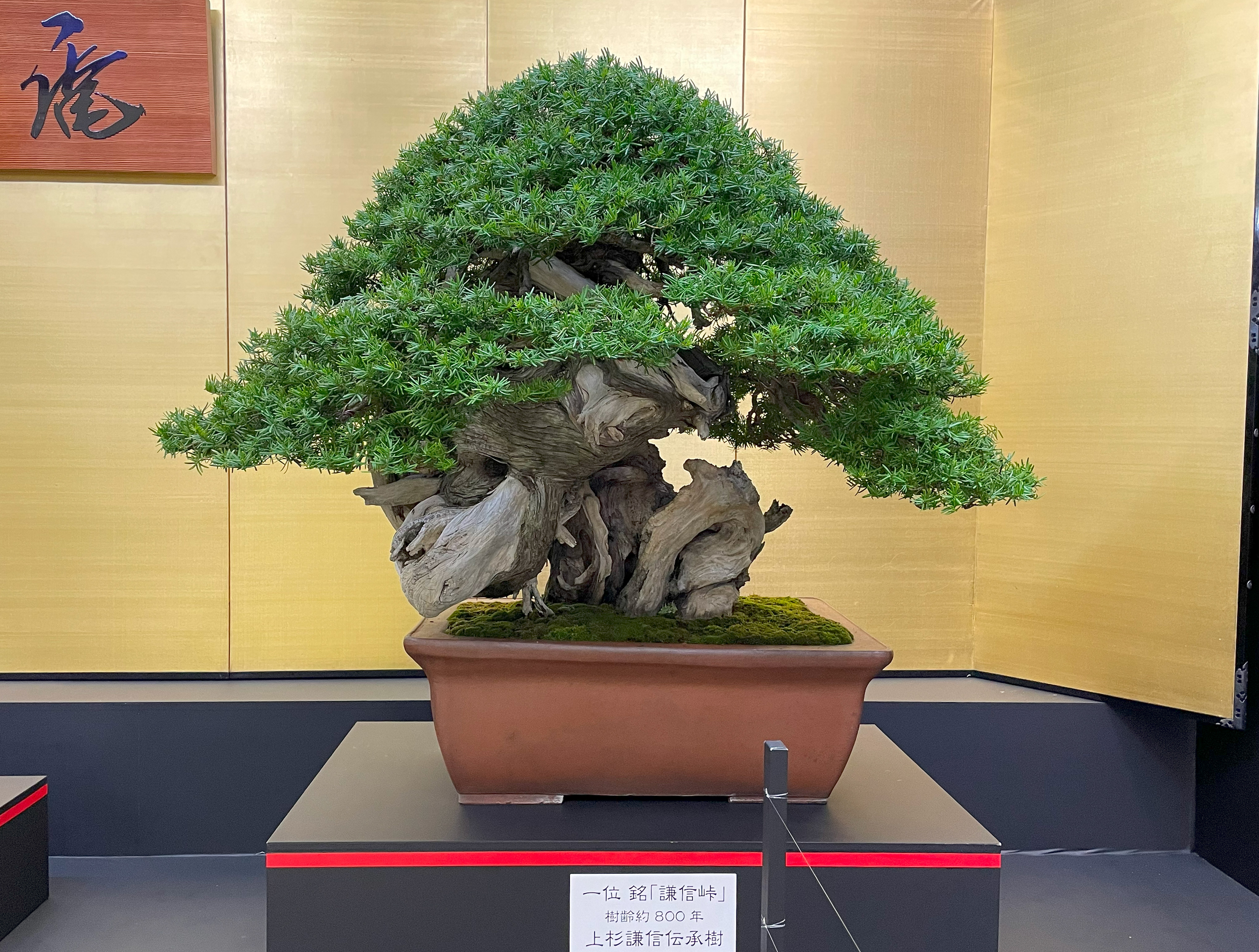
"겐신 토게"라는 이름의 분재. 우에스기 겐신이 나가오 마사카게에게 선물한 주목으로 수령은 약 800년으로 추정된다.

분재(盆栽, 영어: bonsai)는 이끼, 나무나 풀을 화분에 심어 작게 가꾸는 취미 활동 또는 그러한 활동으로 가꾸어진 나무를 의미한다.
작은 화분이나 단지 등에 나무를 기르면서, 가지치기를 하거나 뿌리를 자르고 다듬는 등의 방법으로 만들어지며, 따라서 분재로 가꾸어진 식물은 다른 곳에 심어진 것과는 달리 작은 크기를 유지하며 나무의 모습을 작게 재현한다. 이를 위하여 나무의 가지를 휘게 하거나 수석이나 나무 뿌리, 모형 등으로 주변에 자연 경관을 조성하기도 한다. 나이가 많은 나무처럼 보이면서도 자연스러운 것을 일반적으로 좋은 분재로 본다.

## 역사
분재는 한국, 중국, 일본 등의 전통 예술이다. 본자이(Bonsai)라는 영어식 표기는 분재의 일본식 발음에서 유래한 것이다.
중국의 기록에 의하면 중국의 황제들은 궁궐의 후원에 자연을 축소하여 옮겨놓은 듯한 돌과 나무를 가진 정원을 가지고 있는데, 도자기로 만들어진 분에 이를 더 축소하여 구성한 것이 분재로 발달된 것으로 추정한다. 중국 후한시대(25~220년)의 고분 벽화에서 분에 심은 초목이 그려져 있어 초목을 분에 심어 즐겼다고 추론하고 있다. 또한, 섬서성에 있는 당나라 장회태자 이현의 무덤에 두 시녀가 분재를 받들고 서있는 모습이 담긴 벽화가 존재한다.
일본을 통하여 서양에 분재가 본격적으로 알려졌다. 중국에서는 전통 원예기법으로서 분재를 계속해서 연구하고 있다. 일반적으로 중국식이 일본식보다 더 크다.
한국에서는 600년경 '백제의 반경'이 문헌에 기록되어 있다. 고려시대 이규보가 지은 동국이상국집에 분중육영이라는 분재에 관한 기록이 있다. 조선 세종 때에 강희안은 양화소록에서 화초 키우는 법과 함께 분에서 수목을 기르는 기법과 번식방법에 대해서 상세히 기록하였다.

## 제작
분재 제작에는 미적 감각, 끈기, 지속적인 관리가 필요하다. 나무를 선택하는 것과, 나무를 심을 토양을 잘 선택하는 것도 중요하다.
분재에 사용되는 나무는 원래 작은 것이 아니다. 지속적인 가지치기와 다듬기가 필요하며, 이렇게 가꾸어진 분재는 동종의 일반 수목보다 더 오래 살 수 있다. 그러나, 분재의 관리에는 많은 정성이 필요하며 그렇지 않을 경우 건강한 상태가 지속되기 어렵고 죽기도 한다.

## 분류
분재는 감상요소에 따라 분류하기도 하는데, 소나무와 같은 침엽수를 감상하는 송백분재, 꽃을 감상하는 상화분재, 열매를 감상하는 상과분재, 잎을 감상하는 상엽분재로 분류할 수 있다.

## 같이 보기
- 수석
- 한국분재연구소
- 원예
- 분경